# فرد دوسن
فرد دوسن (بالإنجليزية: Fred Dawson)‏ هو مدرب كرة سلة أمريكي، ولد في 26 أبريل 1884 في Warren, Massachusetts ‏ في الولايات المتحدة، وتوفي في 18 أغسطس 1965.

## وصلات خارجية
- فرد دوسن على موقع كلية كرة السلة في سبورتس رفرنس.كوم (الإنجليزية)